# مولده
مولده (بالنرويجية:Molde) هي مدينة وبلدية نرويجية في مقاطعة موره و ورومسدال (Møre og Romsdal)، وتعد المركز الإداري للمقاطعة، يبلغ عدد سكانها تقريباً 25000 نسمة.

## المناخ
يظهر الجدول التالي التغييرات المناخية على مدار السنة لمولده:
| البيانات المناخية لـمولده         | البيانات المناخية لـمولده | البيانات المناخية لـمولده | البيانات المناخية لـمولده | البيانات المناخية لـمولده | البيانات المناخية لـمولده | البيانات المناخية لـمولده | البيانات المناخية لـمولده | البيانات المناخية لـمولده | البيانات المناخية لـمولده | البيانات المناخية لـمولده | البيانات المناخية لـمولده | البيانات المناخية لـمولده | البيانات المناخية لـمولده |
| الشهر                             | يناير                     | فبراير                    | مارس                      | أبريل                     | مايو                      | يونيو                     | يوليو                     | أغسطس                     | سبتمبر                    | أكتوبر                    | نوفمبر                    | ديسمبر                    | المعدل السنوي             |
| --------------------------------- | ------------------------- | ------------------------- | ------------------------- | ------------------------- | ------------------------- | ------------------------- | ------------------------- | ------------------------- | ------------------------- | ------------------------- | ------------------------- | ------------------------- | ------------------------- |
| متوسط درجة الحرارة الكبرى °م (°ف) | 1 (34)                    | 2 (36)                    | 5 (41)                    | 7 (45)                    | 13 (55)                   | 16 (61)                   | 17 (63)                   | 17 (63)                   | 12 (54)                   | 9 (48)                    | 5 (41)                    | 2 (36)                    | 9 (48)                    |
| متوسط درجة الحرارة الصغرى °م (°ف) | −2 (28)                   | −2 (28)                   | 0 (32)                    | 1 (34)                    | 7 (45)                    | 10 (50)                   | 12 (54)                   | 11 (52)                   | 7 (45)                    | 5 (41)                    | 1 (34)                    | −1 (30)                   | 4 (39)                    |
| الهطول مم (إنش)                   | 147 (5.8)                 | 121 (4.8)                 | 127 (5.0)                 | 102 (4.0)                 | 70 (2.8)                  | 77 (3.0)                  | 110 (4.3)                 | 112 (4.4)                 | 205 (8.1)                 | 200 (7.9)                 | 174 (6.9)                 | 195 (7.7)                 | 1٬640 (64.6)              |
| المصدر:                           |                           |                           |                           |                           |                           |                           |                           |                           |                           |                           |                           |                           |                           |

## توأمة
لمولده اتفاقيات توأمة مع كل من:
- برديوف
- Vejle Municipality [الإنجليزية]‏
- فايله
- ميكيلي
- Borås Municipality [الإنجليزية]‏

## أعلام
- آني برون
- يون آرنه ريسه
- آدا هيغربرغ
- شيل ماغنه بونديفيك
- إيفن همر
- كورت اسلي ارفسين